# Anastomoza
Anastomóza je izraz, ki označuje zvezo dveh delov, ki omogoča njuno medsebojno povezanost.
Uporablja se v:
- medicini:[3]
  - fiziološka ali patološka zveza med dvema žilama ali živcema;
  - kirurška spojitev prekinjenih cevastih organov ali operacijska povezava navadno ločenih organov ali žil;
- v biologiji oziroma botaniki:[4]
  - prečna povezava dveh celic, npr. mlečnih cevi, žil pri rastlinah;
  - v mikologiji povezava dveh krakov iste hife, različnih hif ali drugih struktur v mrežast preplet hif;
- v geologiji: mreža zaobljenih zajed, vdolbin in žlebov na stropu podzemne jame.[5]